# Грив'ятки
Грив'я́тки — село в Україні, у Поворській сільській громаді Ковельського району Волинської області. Населення становить 272 особи.

## Історія
У 1906 році село Повурської волості Ковельського повіту Волинської губернії. Відстань від повітового міста 24 верст, від волості 6. Дворів 52, мешканців 340.
На північній околиці села знаходиться пасажирський залізничний зупинний пункт Грив'ятки Рівненської дирекції Львівської залізниці.

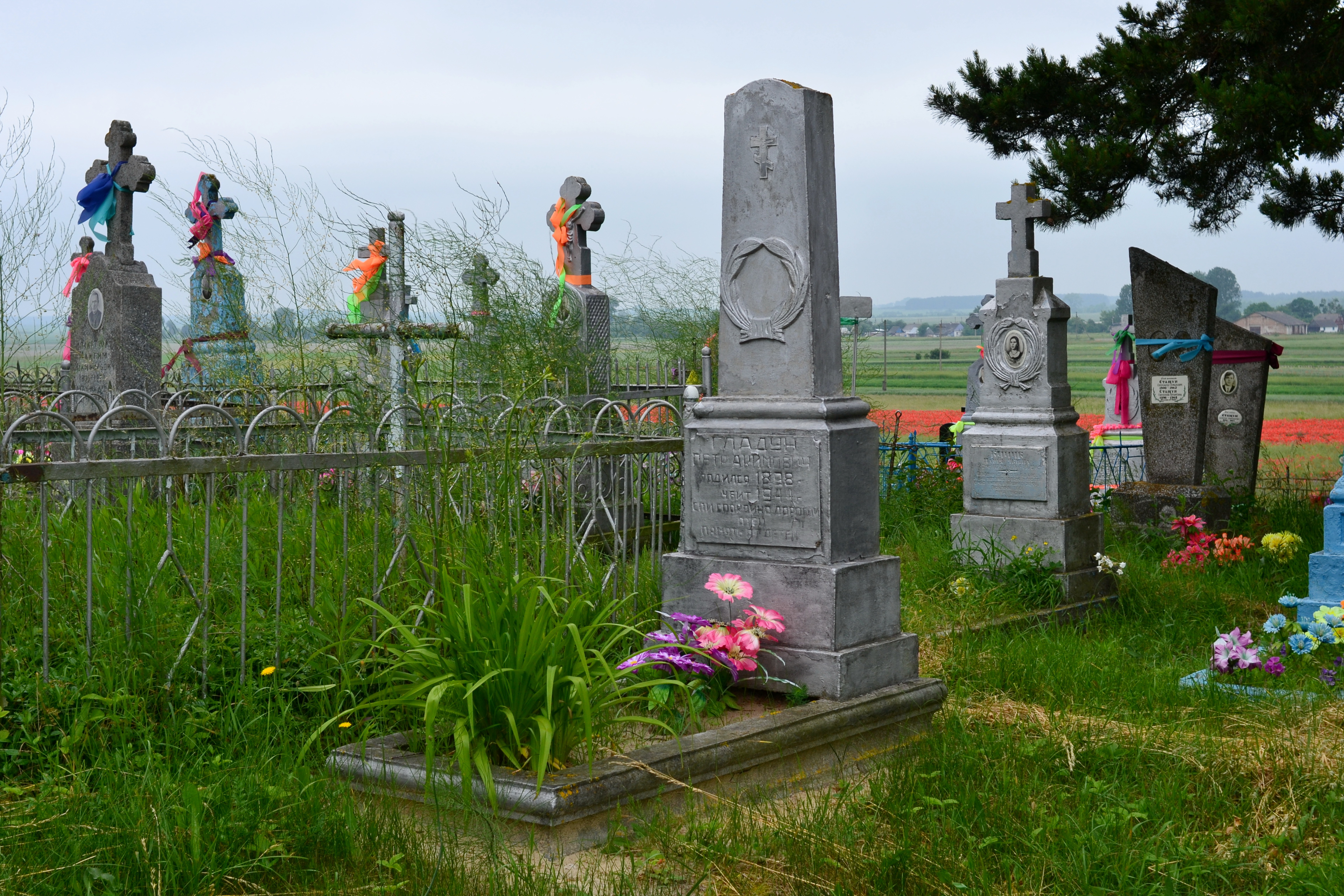
Могила Гладуна Петра Федоровича (на кладовищі)

До 1 липня 2016 року село підпорядковувалось Козлиничівській сільській раді Ковельського району Волинської області.

## Населення
Згідно з переписом УРСР 1989 року чисельність наявного населення села становила 281 особа, з яких 129 чоловіків та 152 жінки.
За переписом населення України 2001 року в селі мешкала 271 особа. 100 % населення вказало своєю рідною мовою українську мову.